# توفيق إجروتن
توفيق إجروتن (1990 المغرب) هو لاعب كرة قدم مغربي.

## روابط خارجية
توفيق إجروتن على موقع قاعدة بيانات كرة القدم.إي يو (الإنجليزية)